# Пінчук Степан Петрович
Степа́н Петро́вич Пінчу́к (3 травня 1930, містечко Степань, нині Сарненського району Рівненської області — 7 лютого 2012, Київ, Україна) — український критик, літературознавець, перекладач, член  Національної спілки письменників України, батько скульптора  Олега Пінчука.

## Біографія
Народився у сім'ї селянина-батрака. Навчався в школі, де викладання велося польською мовою. Середню освіту здобув уже при радянській владі.
Закінчив філологічний факультет Львівського університету (навчався 1946—1951). Далі закінчив аспірантуру при Інституті суспільних наук АН УРСР та 1954 став кандидатом філологічних наук. 1972 захистив докторську дисертацію «„Слово о полку Ігоревім“ і українська література XIX—XX ст.» й став доктором філологічних наук.
Працював у редакції журналу «Жовтень» (нині «Дзвін») (1954-1955). Був викладачем та доцентом кафедри української літератури  Дрогобицького педагогічного університету (1955-1965);  завідувачем кафедри української літератури  Житомирського державного педагогічного інституту  (1965-1975);  доцентом кафедри української літератури   Ніжинського державного педагогічного інституту  (1973-1977),   згодом — доцентом кафедри філології  Київського театрального інституту (1986-1989). 
Як видавець заснував  і видав своїм коштом газету «Скарбниця» (1991, №№ 1,2),  часопис «Літературно-науковий вісник»  (1993, №1).
Від 1965 член Спілки письменників України (нині Національна спілка письменників України).
Від 1977  до останніх днів мешкав у Києві.
Брав участь у створенні Товариства української мови імені Тараса Шевченка та заснування Народного руху України (1989-1990-і роки).
Сприяв виданню в Україні творів Уласа Самчука, Тодося Осьмачки та інших авторів, довгі роки заборонених до друку в радянські часи.

## Творчість
Літературно-критичні статті друкує від 1952.
Автор літературно-критичних книг:
- Василь Козаченко. К.:(1963, 1973).
- Словник літературознавчих термінів Івана Франка,  — у співавторстві з Є. Регушевським.(1966)
- Козловський Олександр Костянтинович. Поезії. Передмова, упорядкування  С. П. Пінчука.  – Київ: Радянський письменник, 1966. – 129 c. –
- Іван Вишенський. Життя і творчість К.: Радянська школа.(1968).
- «Слово о полку Ігоревім» (1968, 1973).
- Чарівне зерно поезії (1986).

Переклав із французької романи Робера Мерля, Франсуа Моріака, Віктора Гюго, новели П'єра Буля, з польської — збірки оповідань Северини Шмаглевської та ін.

## Електронні джерела
- Рівненщина: регіональний інформаційний портал.
- Степан Пінчук.